# Thịt khỉ

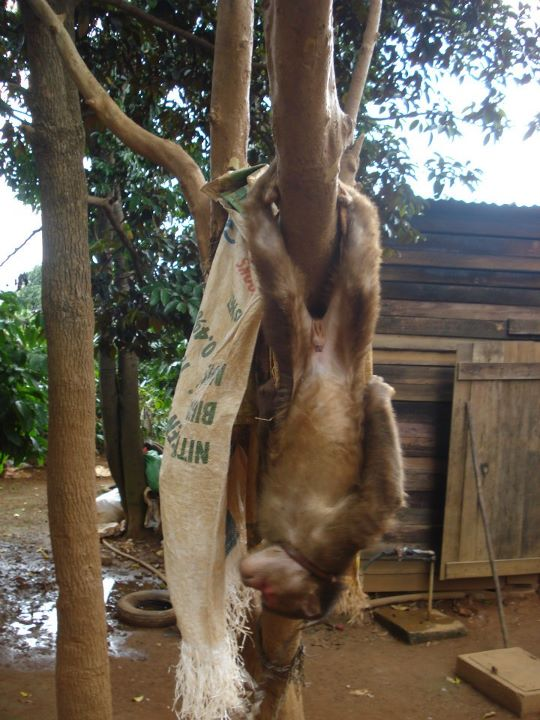
Một con khỉ bị giết và treo ngược ở Việt Nam

Thịt khỉ là phần thịt và các bộ phận ăn được khác có nguồn gốc từ các loài khỉ. Việc con người ăn thịt các loài khỉ đã được ghi nhận trong lịch sử ở nhiều nơi trên thế giới, bao gồm nhiều quốc gia châu Á và châu Phi, ở Trung Quốc có món ăn đặc sản là hầu não tức là óc khỉ. Viêc ăn thịt khỉ đã được báo cáo ở một số vùng của Châu Âu và Châu Mỹ. Việc ăn thịt khỉ có thể gây bất lợi cho sức khỏe của một số người. Một nghiên cứu tháng 8 năm 1992 được công bố trên Tạp chí Vệ sinh Y học Nhiệt đới đã báo cáo 9 trường hợp nhiễm khuẩn salmonella do việc ăn thịt khỉ cùng các bệnh truyền nhiễm khác.

## Trên thế giới

### Châu Phi
Tại miền trung Tanzania, có bộ tộc Hadza chuyên săn bắn, thức ăn của bộ tộc này gồm quả từ cây bao báp, các loại rau củ từ tự nhiên, giống như củ cải hay cần tây, thịt động vật như khỉ đầu chó, nhím. Một số thợ săn thuộc bộ tộc Hadza đang chia thịt từ con khỉ đầu chó vừa săn được. Những người thợ săn của bộ tộc Hadza trở về với chiến lợi phẩm là một con khỉ đầu chó. Ngoài săn bắt khỉ đầu chó, tộc người này còn sử dụng thịt nhím, người ta nói rằng nó có vị không kém gì thịt nướng. Họ còn ăn các loại củ tự nhiên vị giống với củ cải hay cần tây.
Ở châu Phi còn có trường hợp từ thịt khỉ làm lây truyền virus Marburg ở Congo. Đã có chín trường hợp tử vong do nhiễm phải virus Marburg giống virus Ebola ở miền tây bắc Cộng hòa Congo. Các ca nhiễm đầu tiên xuất hiện ở những người dân làng thuộc huyện Itoumibi trong lúc họ đi săn voi đã có tiếp xúc và ăn thịt khỉ chết mà họ tìm thấy ở trong rừng và ít nhất có 11 người đã nhiễm bệnh kể từ ngày 4-5. Dịch bệnh xảy ra tại huyện Itoumbi và Mbomo, cách thủ đô Brazzaville, Congo 700–900 km về phía tây bắc. Cả virus Ebola và Marburg giống Ebola đều lây truyền qua tiếp xúc và dịch cơ thể, triệu chứng khi bị nhiễm bệnh giống như bị đau đầu, sốt, sau đó virus có thể gây tắc mạch máu dẫn đến xuất huyết trong.
Các nhà khoa học ở Cameroon đã cảnh báo ăn thịt khỉ và đười ươi có thể nhiễm vi-rút HIV vì một số khỉ và đười ươi mang theo vi-rút HIV ở tuyến nước bọt có thể lây lan và dẫn đến một cuộc khủng hoảng sức khỏe cho con người trên toàn cầu. Nhất là ở Camerroon hiện nay có 80% số lượng thịt được con người sử dụng có xuất xứ từ trong tự nhiên, còn được gọi là "thịt thú rừng", với các món ưa thích được chế biến từ khỉ đột, tinh tinh và khỉ, có bằng chứng của các loại vi-rút, bao gồm cả vi-rút HIV tại tuyến nước bọt khỉ có trong các sản phẩm động vật hoang dã nhập khẩu bất hợp pháp bị tịch thu tại một số sân bay quốc tế Hoa Kỳ.

### Châu Á

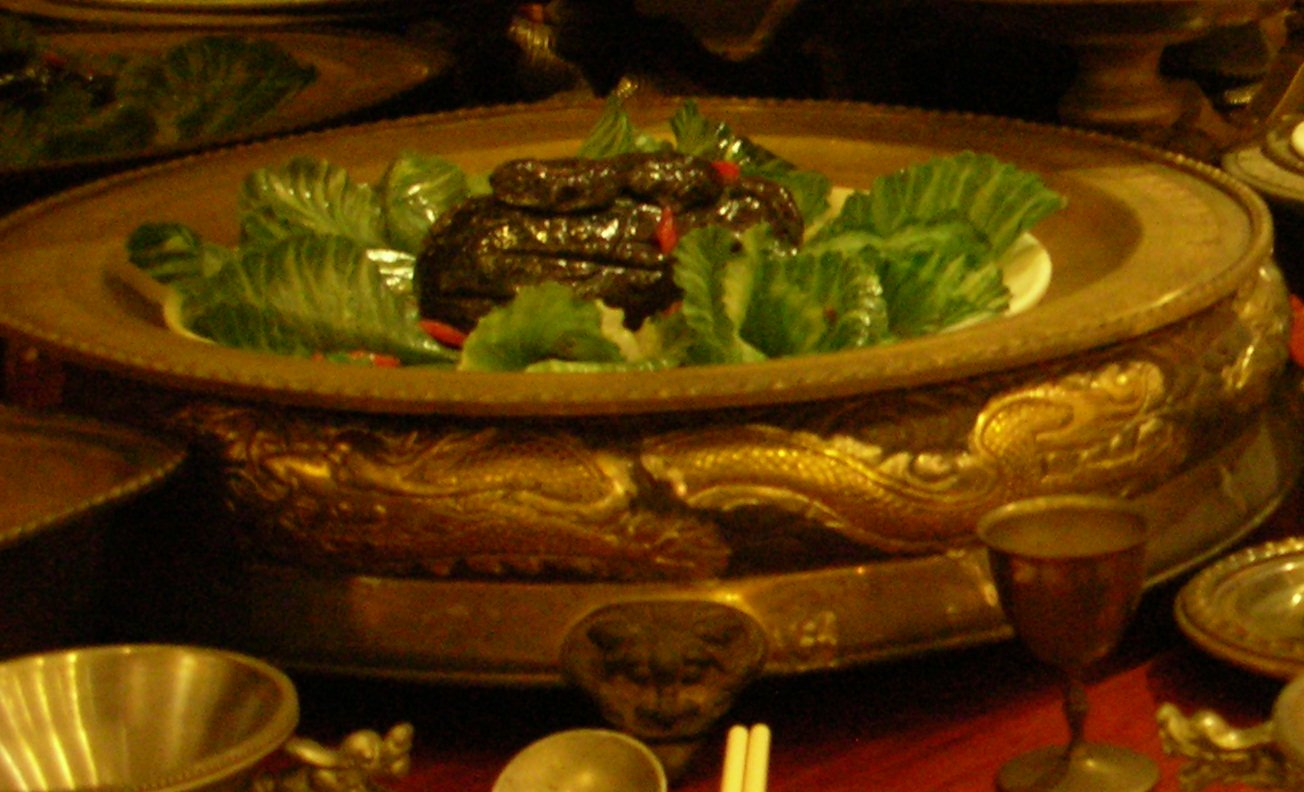
Món môi khỉ

Ở vung phương Đông của châu Á, thịt khỉ được xem là bổ dưỡng và chữa bệnh được ghi nhận trong y học cổ truyền nhưng ngày nay nhiều ý kiến bác bỏ. Khỉ được con người khai thác triệt để, thậm chí không để chừa một cọng lông. Từ thịt khỉ, tiết khỉ, mỡ khỉ, óc khỉ, mật khỉ... đến lông khỉ đều trở thành "thần dược" với con người. Một số người tự cho mình là sành điệu khi dùng những "thần dược" từ loài khỉ mà không biết được tác hại khôn lường của nó và đã có hậu quả khi lạm dụng chữa bệnh từ khỉ. Những bài thuốc như thế này được con người truyền tai nhau từ thời xa xưa. Cho đến nay đã hàng nghìn năm chưa có khoa học nào chứng minh công dụng của nó..
Những cảnh mua bán thịt khỉ tại Indonesia diễn ra thường nhật, và nhiều loại động vật có quý hiếm như khỉ, trăn và dơi hàng ngày vẫn được bày bán công khai bất hợp pháp tại các khu chợ ở Indonesia. Tại ngôi chợ ở thành phố Tomohon, đảo Sulawesi, Indonesia, những con khỉ Macaca bị thui cháy đen được bày bán nguyên con hoặc chặt theo yêu cầu của khách hàng. Sulawesi là một trong những đảo núi lửa hẻo lánh nhất của Indonesia và là nơi sinh sống của loài khỉ Macaca. Người Minahasan sinh sống trên đảo Sulawesi sùng bái đạo Thiên chúa giáo và coi thịt khỉ Macaca như một đặc sản địa phương vì hương vị cay nồng của thịt khỉ, giống như đang được ăn thịt lợn rừng hoặc thịt chó.
Dù chính phủ Indonesia đã ban hành luật và thực thi nhiều biện pháp cứng rắn để bảo vệ (mức án 5 năm tù giam dành cho các thợ săn khỉ Macaca)  nhưng việc săn bắt và buôn bán khỉ Macaca vẫn diễn ra do ngày càng có nhiều công ty mở tour du lịch khám phá dành cho du khách quốc tế đến Sulawesi, nhu cầu tăng cao thúc đẩy thợ săn địa phương đổ xô lùng sục số lượng khỉ Macaca còn lại trên đảo. Theo nhiều nhà nghiên cứu, mật độ của loài linh trưởng này đã giảm 80% trong vòng 40 năm qua, từ 300 con/km2 năm 1980 xuống còn 45 con/km2 năm 2011. IUCN đánh giá khỉ Macaca là một trong những loài động vật có nguy cơ tuyệt chủng ở mức Nguy cấp, sự sinh tồn của loài khỉ Macaca đang bị đe doạ do môi trường sống ngày càng bị thu hẹp trong khi người dân thì cứ tiếp tục ăn thịt chúng.
Ở Việt Nam, việc ăn thịt khỉ phổ biến ở Hà Tĩnh và được bán công khai ở Hà Tĩnh, thịt khỉ đã trở thành món đặc sản quanh năm suốt tháng của nhiều người ở thị trấn miền rừng Hương Khê. Làm thịt khỉ không có gì khác so với làm thịt chó, ngoại trừ công đoạn đầu tiên là chặt óc khỉ. Khi khách đang dùng óc thì chủ quán cạo lông, bật đèn khò (đèn khò vàng) hoặc thui khỉ bằng cồn để thịt vàng, sực mùi thơm và căng lên. Thịt được róc ra khỏi xương cho vào tủ lạnh chờ khách nhậu gọi món. Da cho vào cối xay nhỏ. Xương khỉ bỏ vào nồi hầm lẫn với xương bò, lợn thành thứ nước dùng nấu cháo (thường xương khỉ chỉ được chủ quán ninh qua loa, sau đó vớt ra phơi khô đem cất để nấu cao khỉ). Các món nhậu từ thịt khỉ gồm luộc, rán, quay, nướng (hoặc băm nhỏ rồi tao hành mỡ cho vào món cháo).
Cac nguồn hàng thịt khỉ ở Từ Lâm-Liên (xã vùng rừng Hương Lâm, Hương Liên), Chúc A (Lâm trường Chúc A) cho đến tận Cha Lo (Quảng Bình), nguồn này tuy xa nhưng mỗi tháng cung cấp về đây bốn đợt hàng khỉ bằng tuyến tàu hỏa Đồng Hới-Vinh. Nguồn lớn nhất là ở Hòa Hải thuộc vùng đệm vườn bảo tồn thiên nhiên Vũ Quang Vùng lõi của Phong Nha-Kẻ Bàng cũng đang bị xâm hại nghiêm trọng bởi tình trạng săn bắt thú rừng cung cấp cho các nhà hàng đặc sản, đặc sản rừng ở đây nổi tiếng ra tận ngoài Bắc, và nhan nhản quán thịt khỉ, thịt khỉ rẻ hơn những thứ khác là vì họ bắt được quá nhiều. Những loại động vật khác thi thoảng mới có một con nên đắt hơn. Vườn quốc gia Phong Nha-Kẻ Bàng chối rằng không có chuyện săn bắt hay buôn bán khỉ, mà thi thoảng người dân ở đây mua khỉ từ huyện Minh Hóa về ăn trong gia đình.
Tại Hạ Long, tỉnh Quảng Ninh, thịt khỉ xuất hiện giữa lòng thành phố, muốn mua thịt khỉ phải đến chợ vào buổi sáng vì người bán mặt hàng độc này từ trước đến nay chưa bao giờ có tiền lệ bán vào buổi chiều. Muốn mua thịt động vật hoang dã, thú rừng quý hiếm thì phải đến vào sáng sớm, muốn mua thịt khỉ cần thường xuyên đảo qua chợ. Vì mặt hàng thịt khỉ bán chạy lắm, chỉ trong vòng 2-3 tiếng đồng hồ, cả con khỉ tầm 5–6 kg được chủ hàng bán hết. Không phải ngày nào cũng có thịt khỉ bày bán ở chợ. Nó phụ thuộc vào mối hàng, nếu thợ săn săn được thú, bán cho thợ thịt thì chợ mới có hàng. Những người bán thịt khỉ sẽ làm thịt khỉ thường vào thời điểm rạng sáng, con khỉ cũng được bịt mắt, trói hoặc là bị đánh bất ngờ từ đằng sau để tránh cái nhìn ai oán.
Ở Hạ Long từ có việc cơ quan bắt quả tang đối tượng bày bán 3,5 kg sản phẩm thịt khỉ mặt đỏ có tên khoa học Macaca arctoides tại khu 2A, phường Cẩm Trung, Cẩm Phả, cá thể khỉ đã chết có trọng lượng khoảng 9 kg, bị lấy hết óc của một người không rõ danh tính ở phường Quang Hanh - TP Cẩm Phả với giá 2,5 triệu đồng, sau đó đối tượng này mang về nhà làm sạch lông, nội tạng rồi đem lên Hạ Long bán, đối tượng này thừa nhận thừa nhận đã nhiều lần bày bán thịt khỉ tại các chợ Hà Lầm, Sa Tô, Núi Sẻ, Hạ Long 2, chợ cột 5 (Hạ Long). Phòng CSĐT tội phạm về Môi trường Công an tỉnh Quảng Ninh đã lập hồ sơ, bàn giao đối tượng, tang vật vi phạm cho Đội kiểm lâm cơ động và phòng cháy chữa cháy rừng số 1 Chi cục Kiểm lâm tỉnh để xử lý.